# JELLY (雑誌)
JELLY（ジェリー）は、文友舎が発行・発売していた、10代から20代の女性向けファッション雑誌。隔月17日発売。「Ranzuki」増刊号を経て、2006年4月に創刊。2024年2月に休刊となった。

## 概要
2005年4月に「Ranzuki」の増刊号「お姉さん版」として刊行。当時の同誌専属モデルであった森摩耶や山本優希らを起用し、翌2006年4月に単独の創刊となった。雑誌名は「ジェリービーンズ」に由来しており、おいしく弾ける個性を大事にしようという意味合いが込められている。辛口系カジュアルをテーマとし、一般にギャル誌に分類される。
創刊以来、製本は中綴じであったが、増ページに伴い、2009年5月号より平綴じになっている。専属モデルは「ジェリガ（JELLYgirlsの略称）」と呼ばれる。専属モデルのほか、人気の女優・歌手なども表紙に起用されることがある。
2019年春、山本優希が同年5月号を最後に卒業。これをもって創刊号から所属していた専属モデルは全て降板した。2019年にぶんか社が分割に伴い文友舎に移管した。
2024年2月17日発売の「4月号」を以って休刊した。文友舎は休刊に関して「今後は情報の伝え方を改めて精査し、より良い形でのコンテンツ提供をしたい」としている。

## 所属モデル
※2021年8月現在

### 現在
- 坂本礼美（2011年2月号 - ）
- 土屋美穂（2014年8月号 - ）
- Niki（2015年2月号 - ）
- 田中美麗（2015年8月号 - ）
- 藤田杏奈（2015年10月号 - ）
- 武田あやな（2016年12月号 - ）[4]
- 遠山茜子（2017年2月号 - ）[5]
- REI（2017年9月号 - ）[6]
- 田中芽衣（2018年2月号 - ）[7]
- 益田アンナ（2018年11月号 - ）[8]
- 宮瀬いと（2018年11月号 - ）[9]
- 後藤萌咲（2019年5月号 - ）[10][11]
- 田久保夏鈴（2021年2月号 - ）
- 藤本リリー（2021年4月号 - ）
- 大谷凜香（2021年4月号 - ）
- 浪花ほのか（2021年10月号 - ）

### 過去
※卒業順
- 水戸部泉（2008年11月号‐2011年12月号）[12]
- 江口ちり（2008年‐2012年5月号）
- 大串知江（2008年‐2012年5月号）
- 荒井奈緒美（2007年‐2012年6月号）
- 高橋真依子（創刊号 - 2012年7月号）
- 宮城舞（2008年 - 2013年4月号）
- 小泉梓（2011年 - 2013年5月号）
- 中村瑠璃奈（2012年 - 2013年6月号）
- 今井華（2013年5月号 - 2014年10月号）
- 本多末奈（2007年‐2015年2月号）[13]
- 階上実穂（2009年11月号 - 2015年）
- 森摩耶（創刊号 - 2016年2月号）
- izu (出岡美咲)（2013年7月号 - 2016年7月号）[14]
- 香川沙耶（2015年4月号 - 2016年10月号）[15]
- 高橋茉莉（2012年10月号 - 2016年12月号）[16]
- 大橋リナ（2012年12月号 - 2016年12月号）
- 兵藤さや (内藤沙季)（2014年7月号 - 2017年）
- 廣瀬麻伊（2013年11月号 - 2017年7月号）[17]
- ANNA (矢野安奈)（2014年9月号 - 2018年3月号）[18]
- 山本優希（創刊号 - 2019年5月号）
- 佐藤ミケーラ（2018年11月号 - 2019年5月号）[19]
- 松本愛（2016年2月号 - 2021年2月号）
- 安井レイ（2012年7月号 - 2021年8月号）
- 井桁弘恵（ - 2022年6月号）
- 北澤舞悠（2017年7月号 - 2022年12月号）[20]